# 하쿠다 켄
하쿠다 켄(일본어: 白田 健, はくだ けん, 1951년 ~ )은 대한민국 출생의 일본 기업인으로서, 비디오 예술가 백남준의 큰조카이자 현재 백남준의 작품에 대한 저작권의 소유주이다. 대한민국에서는 켄 백 하쿠타라고도 불린다.

## 생애
백건(白健)은 대한민국 서울특별시에서 태창방직 사장 백남일의 장남으로 태어났다. 백남일은 백남준의 큰형이다. 1960년 이승만의 자유당 정권이 무너지고 1961년 5·16 군사정변이 일어나면서 일가족이 부정축재자로 몰려 태창방직이 대한민국 정부에 몰수당하게 되자 그의 가족은 일본으로 망명, 귀화하였다. 이 때 이름을 일본식으로 하쿠다 켄(白田健)으로 개명하고 그 곳에서 성장하였다.
숙부인 백남준의 도움으로 미국 하버드 대학교에 유학하여 경제학 학사와 경영학 석사(MBA) 학위를 받고 장난감 판매로 성공, 텔레비전에서 "Dr. Fad" 란 이름으로 아동 프로그램 MC를 맡는등 유명인사가 되었다. 등등의 사업을 하던 그는 1990년대 이후 숙부 백남준과 긴밀한 관계를 유지하며 숙부의 작품 활동을 도왔다.
2006년 백남준이 타계한 후 그는 미국 뉴욕의 백남준 스튜디오와 백남준의 모든 작품의 저작권을 물려받아, 현재 뉴욕 백남준 스튜디오의 이사이자 백남준의 법적 대리인으로서 작품 관리와 기념사업 등을 책임지고 있다.
그의 아들 저스틴 하쿠다는 앨리 웡의 전 남편이다.

## 학력
- 미국 하버드 대학교 졸업 (경제학 학사)
- 미국 하버드 비즈니스 스쿨 졸업 (경영학 석사(M.B.A.))

## 경기문화재단과의 갈등
2006년 백남준의 사후 추모행사 및 백남준아트센터 건립 문제와 관련하여 하쿠다는 경기문화재단 및 대한민국 미술계 인사들과 큰 갈등을 겪은 바 있다. 2008년 경기문화재단과 하쿠다의 합의가 극적으로 이루어져 동년 4월 30일 백남준아트센터가 경기도 용인시 기흥구에 개관하였다.

## 같이 보기
- 백남준
- 지누
- 한국계 일본인의 목록

## 참고 자료 및 출처
- ‘백남준’ 유분 들고 온 ‘일본 국적 한국인’ 조카 켄 백 하쿠타, 《한겨레》 2006년 3월 16일자
- 기자수첩 : 편히 눈감기 어려운 백남준, 《연합뉴스》 2006년 3월 19일자
- 백남준 대리인측 "정부 기념사업 협의없이 진행", 《경인일보》 2011년 5월 4일자
- 백남준 아트센터 2월 완공...저작권 상속자 하쿠다씨 방문 , 《뉴시스》, 2008년 2월 22일자